# Стрейтс-Сетлментс
Стрейтс-Сетлментс (Straits Settlements с англ. — «Поселения у пролива») — бывшая колония Великобритании в Юго-Восточной Азии на полуострове Малакка.

## История
В 1786 году состоявший на службе в мадрасской фирме «Jourdain Sullivan and de Souza» и в британской Ост-Индской компании капитан Фрэнсис Лайт (англ.) заключил по поручению Ост-Индской компании соглашение с султаном Кедаха, по которому Кедах уступил Ост-Индской компании остров Пинанг в обмен на военную помощь Кедаху со стороны Ост-Индской компании в случае нападения на него Сиама.
Пинанг стал первой британской колонией в Малайе. За владение Пинангом Ост-Индская компания обязалась выплачивать султану Кедаха 30 тысяч испанских долларов в год. Ф. Лайт был назначен управляющим колонией Пинанг. 1 августа 1786 года Ф. Лайт высадился на острове Пинанг (бывшем в то время необитаемым и покрытым густыми джунглями) и в знак вступления во владение островом от имени британской короны и Ост-Индской компании переименовал его в остров Принца Уэльского (англ. Prince of Wales Island) в честь наследника трона Великобритании.
В 1800 году Ост-Индская компания приобрела у Кедаха на условиях выплаты ему 4 тысяч испанских долларов ежегодно, полосу земли на Малаккском полуострове напротив острова Пинанг и учредила на ней провинцию Уэлсли (англ. Province Wellesley), названную так в честь генерал-губернатора британской Индии Ричарда Колли Уэлсли (в настоящее время — полуостровная часть малайзийского штата Пинанг с названием Себеранг-Перай.
28 января 1819 года в Сингапуре высадился прибывший с Пинанга экспедиционный отряд под командованием Томаса Стэмфорда Раффлза, губернатора британской колонии Бенкулен на западном побережье Суматры, который подписал с теменгунгом султаната Риау-Джохора договор о создании в Сингапуре британской торговой фактории (в феврале того же года договор был подтвержден султаном Риау-Джохора).
По Британско-нидерландскому соглашению, подписанному в Лондоне 17 марта 1824 года, к Великобритании от Нидерландов перешла Малакка и Нидерланды признали право Великобритании на Сингапур.
В 1826 году все британские владения в Малайе (Пинанг, Малакка и Сингапур) были объединены, образовав четвёртое, Восточное президентство Британской Индии, получившее название Стрейтс-Сетлментс (англ. Straits Settlements — проливные поселения, поселения у пролива, имелся в виду Малаккский пролив). В 1830 году Восточное президентство было упразднено и Стрейтс-Сетлментс стали резидентством британской Бенгалии.
В 1832 году к Маллаке была присоединена территория завоеванного соседнего с ней минангкабауского княжества Нанинг и в этом же году административный центр Стрейтс-Сетлментс был перенесён из Джорджстауна на Пинанге в Сингапур.
В 1851 году Стрейтс-Сетлментс перешли под непосредственное управление генерал-губернатора Британской Индии.
1 апреля 1867 года Стрейтс-Сетлментс были выведены из подчинения генерал-губернатора британской Индии под управление министерства колоний и получили статус отдельной коронной колонии Великобритании — Сrown Colony of the Straits Settlements, в состав которой были также включены Кокосовые (Килинг) острова и остров Рождества.
По британо-перакскому договору, подписанному 20 января 1874 года на острове Пангкор, под управление Стрейтс Сетлментс были переданы ранее принадлежавшие Пераку территория и острова Диндингс, включая остров Пангкор.
Губернатор Стрейтс-Сетлментс как генеральный резидент возглавлял администрацию Федерированных малайских государств, созданных 1 июля 1896 года и включавших Негри-Сембилан, Паханг, Перак и Селангор. С 1909 года губернатор Стрейтс-Сетлментс являлся верховным комиссаром Федерированных малайских государств, президентом их Федерального совета, а также был верховным комиссаром для британских протекторатов — Британского Северного Борнео, Брунея и Саравака.
Остров Лабуан 30 октября 1906 года был выведен из-под управления Компании Британского Северного Борнео и включен в Стрейтс-Сетлментс, в составе которых в 1907 году отнесён к ведению лейтенант-губернатора сетлмента Сингапур. В 1912 году Лабуан стал отдельной коронной колонией вне Стрейтс-Сетлментс.
В декабре 1941 года — феврале 1942 года все сетлменты Стрейтс-Сетлментс были захвачены и оккупированы войсками Японии и вместе с остальной частью Малайи (за исключением Кедаха, Келантана, Перлиса и Тренгану, переданных Японией в 1943 году Таиланду) управлялись японской военной администрацией с местопребыванием в Сингапуре.
После капитуляции Японии в Малайе в начале сентября 1945 года высадились британские войска и была создана Британская военная администрация, которая действовала до 31 марта 1946 года. При этом органы управления коронной колонии Стрейтс-Сетлментс, Федерированных малайских государств, государственные советы и правительства всех малайских государств не восстанавливались.
1 апреля 1946 года была создана британская коронная колония Малайский Союз, в состав которой были включены Малакка, Пинанг и все девять малайских государств Малаккского полуострова. Сингапур с Кокосовыми островами и островом Рождества был выделен в отдельную коронную колонию.
В настоящее время территория Стрейтс-Сетлментс входит в состав Малайзии, Сингапура и Австралии (Кокосовые острова и остров Рождества).

## Официальные символы
На первой печати Стрейт-Сетлментс, появившейся 13 ноября 1867 года после получения статуса коронной колонии и переподчинения Министерству колоний был изображен королевский герб с тремя малыми щитками: один с башней и идущим обернувшимся львом (Сингапур), второй — с изображением дерева бетель (Пенанг), и третий — с изображением ветки масличной пальмы (Малакка). Эти гербы не были утверждены официально.
Флагом администрации Стрейтс-Сетлментс на суше, как и во всех остальных британских колониях был флаг Великобритании. В середине 1870-х годов появился отличительный знак (англ. badge) Стрейтс Сетлементс, который изображался в белом круге, окруженном лавровым венком, в центре флага Великобритании, что составляло флаг генерал-губернатора Стрейтс-Сетлементс, и в белом круге, нашитом в свободной части британского служебного кормового синего флага (англ. Blue Ensign), который несли на море и на реках суда и катера администрации Стрейтс-Сетлментс (на суше этот флаг не использовался).
Знак (англ. badge) представлял собой расположенный горизонтально красный ромб с белым опрокинутым вилообразным крестом, на котором были размещены изображения трёх золотых корон (до 1904 года — викторианского вида, затем — имперские), которые символизировали три британских сеттлмента — Сингапур, Пенанг и Малакку.
25 марта 1910 года указом короля Великобритании и Ирландии Эдуарда VII колонии Стрейтс-Сетлментс был дарован герб: щит разбит на четыре четверти. Первая четверть червлёная с изображением выходящей снизу башни собственного цвета, на зубцах которой идущий обернувшийся золотой лев (для Сингапура). Вторая четверть серебряная с изображением на холме бетелевой (арековой) пальмы натуральных цветов (для Пинанга). Третья четверть также серебряная с изображением ветки масличного дерева круинг натуральных цветов (для Малакки). Четвёртая четверть лазоревая с морскими волнами в основании, над которыми изображено восходящее над горами солнце и парусное судно, идущее под всеми парусами влево, всё натуральных цветов (для Лабуана).
Нашлемник — половина восставшего обернувшегося льва, держащего в лапах лазуревый штандарт с изображением трёх золотых имперских корон.
В 1925—1941 годах на судах и катерах администрации колонии использовались на море и реках кормовые синие служебные флаги без белого круга, на которых знак был нашит непосредственно на синюю ткань.